# Акционо истраживање
Акционо истраживање је врста експерименталног истраживања које се предузима ради усавршавања одређених облика конкретних акција у решавању практичних, животних проблема. Носилац истраживања је и учесник у реализацији програма акције. За разлику од уобичајеног експерименталног истраживања, у којем се истраживање врши ради продубљивања научних сазнања и провере хипотеза, код акционог истраживања важан је циљ да се дође до друштвено корисних резултата. Акциона истраживања се темеље на поузданом научном сазнању, демократском одлучивању и партиципацији грађана, етичким начелима као и на принципима економичности и ефикасности. У социјалном планирању и организацији заједнице, повезивање процеса прикупљања података развојем програма осмишљених да се баве решавањем идентификованих проблема.